# 배재우
배재우(裵栽釪, 1993년 5월 17일 ~ )은 대한민국의 축구 선수로서 포지션은 수비수였다.

## 클럽 경력
2015 K리그 드래프트에서 자유계약으로 제주 유나이티드에 입단하였다.
2018시즌 여름 이적시장을 통해 김성주와 트레이드 되면서 울산 현대로 이적했다.
2019시즌 중 군 문제를 해결하기 위해 상주 상무에 입대하였다. 그 후, 2020시즌 중에 전역하여 울산으로 복귀하였다.
2021시즌에는 주전 경쟁에 밀려 1경기 출전에 그쳤다.
2022 시즌을 앞두고 서울 이랜드 FC로 이적하였다.
2022년 7월 15일, 부천 FC 1995로 임대되었다.
2023년 1월 16일, 김포 FC로 이적하였다.